# 小行星7174
小行星7174（7174 Semois）是一颗围绕太阳公转的小行星。1988年9月18日，亨利·德波鸿诺在拉西拉天文台发现了此天体。
这颗小行星的绝对星等为291.99273等。